# دارامپور (گجرات)
دارامپور (به انگلیسی: Dharampur) یک منطقهٔ مسکونی در هند است که در Dharampur Taluka واقع شده‌است. دارامپور ۱۹٬۹۳۲ نفر جمعیت دارد و ۷۴ متر بالاتر از سطح دریا واقع شده‌است.